# Bilan saison par saison de l'Amiens SC
Dernière mise à jour : Fin de saison 2023-2024.
Pour un article plus général, voir Amiens Sporting Club.
Le bilan saison par saison de l'Amiens SC est le bilan des saisons sportives de l'Amiens SC, club de football français situé à Amiens.
Le club a effectué l'essentiel de ses saisons aux deuxièmes et troisièmes niveaux du football français, participant notamment à plus de quarante saisons de deuxième division, dont la première édition en 1933-1934. À l'issue de la saison 2016-2017 de Ligue 2, l'Amiens SC accède pour la première fois de son histoire à la Ligue 1. Dans les coupes, le meilleur résultat du club est une place de finaliste lors de la Coupe de France 2001.
Entre 1902 et 1919, l'Amiens AC participe presque chaque année au championnat de France de l'USFSA, dont il atteint les demi-finales en 1905.
Le championnat de France de l'USFSA cesse en 1919, pour laisser sa place à des championnats régionaux organisés par les Ligues régionales. L'Amiens AC participe alors au championnat du Nord, qu'il remporte en 1924 et en 1927. À la suite de son titre de 1927, le club dispute le championnat de France 1927 et devient vice-champion de France.
En 1933, l'Amiens AC prend part à la première édition du championnat de France de deuxième division. Depuis, l'Amiens AC, rebaptisé depuis Amiens SC en 1961, a disputé des championnats entre le premier et le quatrième niveau, au gré des promotions et des relégations. Le club a presque exclusivement participé aux deuxième et troisième niveaux du championnat, à l'exception d'un passage en Division 4 (1988-1990) et en Ligue 1 (2017-2020).

## Équipe première

### Championnats de l'USFSA (1901-1919)
L'Amiens Athlétic Club est affilié à l'Union des sociétés françaises de sports athlétiques, la principale fédération sportive de l'époque, de la fondation du club en octobre 1901 jusqu'en 1919.
À la suite de la création du Comité de Picardie en avril 1902, un championnat de Picardie se met en place à partir de la saison 1902-1903. Comme pour les autres championnats régionaux, le vainqueur est qualifié en fin de saison pour le championnat de France, joué en tournoi à élimination directe.
L'Amiens AC, sans véritable adversité régionale, remporte tous les titres entre 1903 et 1913, à l'exception du titre de 1907 remporté par le Sporting Club abbevillois, ce qui permet aux Amiénois de disputer dix fois le championnat de France sur cette période,.
Le meilleur tour atteint par les Picards est une demi-finale en 1905. L'Amiens AC a régulièrement été éliminé par les meilleures équipes, étant notamment éliminé trois fois de suite entre 1903 et 1905 par le Racing Club roubaisien, futur champion de France ces trois saisons, éliminé en 1910 par l'Union sportive tourquennoise, champion cette saison, puis trois fois de suite entre 1911 et 1913 par le FC rouennais, finaliste en 1913.
En 1913-1914, l'Amiens AC cède une nouvelle fois le titre de champion de Picardie, à la Fraternelle d'Ailly-sur-Noye, avant que le championnat ne s'arrête à cause de la Première Guerre mondiale. Les jeunes non mobilisés parviennent laborieusement à former une équipe, qui après une activité presque nulle en 1914-1915, parvient en 1916 à disputer quelques matchs contre des équipes de l'armée britannique,,.
À la fin de la guerre, l'Amiens AC ne dispute pas non plus de compétition pour la saison 1918-1919, la ville étant focalisée sur les reconstructions à la suite des dégâts causés par la bataille d'Amiens en aout 1918. De fait, le club ne prend pas non plus part aux deux premières éditions de la Coupe de France, créée en 1917 par le Comité français interfédéral.
| Saison    | Championnat de Picardie | Div. | Clas. | Championnat de France | J | V | N | D | Bp | Bc | Diff |
| --------- | ----------------------- | ---- | ----- | --------------------- | - | - | - | - | -- | -- | ---- |
| 1901-1902 | Pas de compétition      | –    | –     | –                     | – | – | – | – | –  | –  | –    |
| 1902-1903 | 1re série               | 1    | 1 / 2 | Quart de finale       | 1 | 0 | 0 | 1 | –  | –  | –    |
| 1903-1904 | 1re série               | 1    | 1 / 2 | 1er tour              | 1 | 0 | 0 | 1 | 1  | 9  | -8   |
| 1904-1905 | 1re série               | 1    | 1     | Demi-finale           | 2 | 1 | 0 | 1 | 1  | 5  | -4   |
| 1905-1906 | 1re série               | 1    | 1     | Quart de finale       | 2 | 1 | 0 | 1 | 1  | 4  | -3   |
| 1906-1907 | 1re série               | 1    | 2 / 3 | non qualifié          | – | – | – | – | –  | –  | –    |
| 1907-1908 | 1re série               | 1    | 1     | 3e tour               | 2 | 1 | 0 | 1 | 4  | 3  | +1   |
| 1908-1909 | 1re série               | 1    | 1     | 8e de finale          | 1 | 0 | 0 | 1 | 1  | 4  | -3   |
| 1909-1910 | 1re série               | 1    | 1     | Quart de finale       | 3 | 2 | 0 | 1 | 10 | 7  | +3   |
| 1910-1911 | 1re série               | 1    | 1     | 1er tour              | 1 | 0 | 0 | 1 | 1  | 6  | -5   |
| 1911-1912 | 1re série               | 1    | 1     | 8e de finale          | 1 | 0 | 0 | 1 | 1  | 2  | -1   |
| 1912-1913 | 1re série               | 1    | 1     | 8e de finale          | 2 | 1 | 0 | 1 | 4  | 4  | 0    |
| 1913-1914 | 1re série               | 1    | 2     | non qualifié          | – | – | – | – | –  | –  | –    |
| 1914-1919 | Pas de compétition      | –    | –     | –                     | – | – | – | – | –  | –  | –    |

### Ligue du Nord (1919-1933)
En avril 1919, le Comité français interfédéral devient la Fédération française de football association (FFFA), qui débute sa mainmise sur le football français. Si la Commission de football du Comité du Nord de l'USFSA se transforme dès aout 1919 en Ligue du Nord rattachée à la FFFA, faute de compromis, aucune Ligue n'est créée en Picardie.
Pour la saison 1919-1920, le football continue donc en Picardie sous l'égide de l'USFSA. Un challenge est mis en place, que l'Amiens AC remporte. Dans la foulée, le Comité de Picardie de l'USFSA est dissout et l'Amiens AC s'affilie à la FFFA en juillet 1920. L'Amiens AC est rattaché avec les autres clubs de la Somme à la Ligue du Nord, tandis que l'Oise et l'Aisne poursuivent en Ligue d'Île-de-France avec la Seine-et-Marne.
Alors que l'Amiens AC compte démarrer en première division, la Ligue du Nord, dont le siège est situé à Lille, force tous les clubs de la Somme à démarrer dans les divisions inférieures,. Le club, se sentant méprisé, renverse la situation en seulement trois saisons en connaissant deux promotions consécutives, puis en remportant le titre de champion du Nord en 1924. Le club se maintient au plus haut niveau de la Ligue jusqu'en 1933, décrochant un deuxième titre de champion du Nord en 1927.
Cette dernière victoire permet au club de se qualifier pour la première édition du championnat de France mis en place par la FFFA entre 1927 et 1929. L'Amiens AC termine vice-champion de France en 1927,,.
En parallèle, le club participe annuellement à la Coupe de France à partir de la 4e édition en 1920-1921. L'Amiens AC se révèle un bon club de Coupe, atteignant régulièrement aux moins les 8e de finale entre 1922 et 1932, le meilleur résultat des Picards sur la période étant une demi-finale en 1929-1930.
| Saison    | Championnat                             | Div. | Clas.  | Pts | J  | V  | N | D | Bp | Bc | Diff | Coupe de France |
| --------- | --------------------------------------- | ---- | ------ | --- | -- | -- | - | - | -- | -- | ---- | --------------- |
| 1919-1920 | Challenge de Picardie (USFSA)           | –    | 1      |     |    |    |   |   |    |    |      | non participant |
| 1920-1921 | Division Promotion (Nord, gr. Picardie) | 2    | 1      |     |    |    |   |   |    |    |      | 1er tour        |
| 1921-1922 | Division Promotion (Nord, gr. Picardie) | 2    | 2      |     |    |    |   |   |    |    |      | 8e de finale    |
| 1922-1923 | Division d'Honneur B (Nord)             | 2    | 1 / 13 | 40  | 14 | 12 | 2 | 0 |    |    |      | 32e de finale   |
| 1923-1924 | Division d'Honneur A (Nord)             | 1    | 1 / 8  | 34  | 14 |    |   |   |    |    |      | 16e de finale   |
| 1924-1925 | Division d'Honneur A (Nord)             | 1    | 2 / 10 | 41  | 18 |    |   |   |    |    |      | Quart de finale |
| 1925-1926 | Division d'Honneur A (Nord)             | 1    | ? / 10 |     |    |    |   |   |    |    |      | 8e de finale    |
| 1926-1927 | Première Division A (Nord)              | 1    | 1 / 10 | 48  | 18 | 14 | 2 | 2 | 68 | 22 | +46  | 16e de finale   |
| 1926-1927 | Championnat de France                   | 1    | 2 / 5  | 9   | 4  | 2  | 1 | 1 | 8  | 6  | +2   | 16e de finale   |
| 1927-1928 | Première Division A (Nord)              | 1    | 3 / 10 | 42  | 18 |    |   |   |    |    |      | Quart de finale |
| 1928-1929 | Première Division A (Nord)              | 1    | 4 / 10 | 38  | 18 |    |   |   |    |    |      | 8e de finale    |
| 1929-1930 | Division d'Honneur gr. A (Nord)         | 1    | ? / 12 |     |    |    |   |   |    |    |      | Demi-finale     |
| 1930-1931 | Division d'Honneur gr. A (Nord),        | 1    | 3 / 12 | 50  | 22 | 12 | 4 | 6 | 85 | 51 | +34  | Quart de finale |
| 1931-1932 | Division d'Honneur gr. A (Nord)         | 1    | 6 / 10 | 36  | 18 | 8  | 2 | 8 | 52 | 39 | +13  | 8e de finale    |
| 1932-1933 | Division d'Honneur gr. A (Nord),        | 1    | 5 / 10 | 38  | 18 | 7  | 6 | 5 | 53 | 36 | +17  | 16e de finale   |

### Championnats professionnels (1933-1937)
Un an après l'instauration en France en 1932 d'un championnat professionnel distinct des championnats amateurs, l'Amiens AC adhère au professionnalisme,. Comme tous les clubs passés professionnels en 1933, le club démarre en deuxième division.
Malgré des sommes d'argent engagées importantes, l'Amiens AC ne parvient pas monter en première division,. Le club est déficitaire chaque année. À court de financement, les Picards abandonnent le professionnalisme en 1937 après quatre saisons en championnat professionnel et retournent en championnat amateur,.
| Saison    | Championnat                        | Div. | Clas.   | Pts | J  | V  | N  | D  | Bp | Bc | Diff | Coupe de France |
| --------- | ---------------------------------- | ---- | ------- | --- | -- | -- | -- | -- | -- | -- | ---- | --------------- |
| 1933-1934 | Division interrégionale (gr. Nord) | 2    | 8 / 14  | 21  | 24 | 9  | 3  | 12 | 59 | 65 | -6   | Quart de finale |
| 1934-1935 | Division interrégionale            | 2    | 12 / 16 | 19  | 26 | 8  | 3  | 15 | 50 | 76 | -26  | 16e de finale   |
| 1935-1936 | Division interrégionale            | 2    | 5 / 19  | 40  | 34 | 18 | 4  | 12 | 73 | 61 | +12  | 8e de finale    |
| 1936-1937 | Division interrégionale            | 2    | 11 / 17 | 30  | 32 | 8  | 14 | 10 | 48 | 56 | -8   | 32e de finale   |

### Championnats amateurs (1937-1945)
L'Amiens AC repart en 1937 pour deux saisons au deuxième niveau de la Ligue du Nord,. Le club obtient sa promotion en Division d'Honneur à la fin de la saison 1938-1939, mais le déclenchement de la Seconde Guerre mondiale modifie les compétitions.
Après deux saisons sans compétitions officielles,, le club obtient en mai 1941 son agrément pour participer au championnat de France dit « de guerre », qu'il dispute pendant deux saisons avant la mise en place du championnat fédéral en 1943. Pour la saison 1943-1944, l'Amiens participe dès lors au championnat de France amateurs, qui avait repris en 1942.
| Saison                 | Championnat                              | Div. | Clas.   | Pts | J  | V | N | D  | Bp | Bc | Diff | Coupe de France |
| ---------------------- | ---------------------------------------- | ---- | ------- | --- | -- | - | - | -- | -- | -- | ---- | --------------- |
| Pyramide amateur       |                                          |      |         |     |    |   |   |    |    |    |      |                 |
| 1937-1938              | Promotion (Nord),                        | 2    | 2 / 17  |     |    |   |   |    |    |    |      | 2e tour         |
| 1938-1939              | Promotion (Nord, gr. Picardie)           | 2    | 1 / 10  |     |    |   |   |    |    |    |      | 32e de finale   |
| 1938-1939              | Poule d'accession 1,                     | –    | 2 / 5   | 8   | 4  | 1 | 2 | 1  |    |    |      | 32e de finale   |
| 1938-1939              | Poule d'accession 2,                     | –    | 1 / 3   | 5   | 2  | 1 | 1 | 0  |    |    |      | 32e de finale   |
| Championnats de guerre |                                          |      |         |     |    |   |   |    |    |    |      |                 |
| 1939-1940              | Matchs amicaux,                          | –    | –       | –   |    |   |   |    |    |    |      | 32e de finale   |
| 1940-1941              | Championnat local amical,                | –    |         |     |    |   |   |    |    |    |      | non participant |
| 1941-1942              | Ch. de France (Zone occupée)             | –    | 9 / 9   | 3   | 16 | 0 | 3 | 13 | 17 | 52 | -35  | 8e de finale    |
| 1942-1943              | Ch. de France (Nord)                     | –    | 13 / 16 | 24  | 30 | 8 | 8 | 14 | 30 | 50 | -20  | 8e de finale    |
| 1943-1944              | Ch. France amateurs (gr. A),             | –    | 3 / 8   | 15  | 13 | 6 | 3 | 4  | 26 | 16 | +10  | 32e de finale   |
| 1944-1945              | Championnat de Picardie[réf. nécessaire] |      |         |     |    |   |   |    |    |    |      | 32e de finale   |

### Championnats professionnels (1945-1952)
À la fin de la Seconde Guerre mondiale, l'Amiens AC retrouve le professionnalisme en réintègrant la deuxième division professionnelle. Le club en dispute sept saisons, avant d'être contraint, à cause de moyens financiers très limités, d'abandonner le professionnalisme et de repartir dans les championnats amateurs,.
| Saison    | Championnat                        | Div. | Clas.   | Pts | J  | V  | N  | D  | Bp | Bc | Diff | Coupe de France |
| --------- | ---------------------------------- | ---- | ------- | --- | -- | -- | -- | -- | -- | -- | ---- | --------------- |
| 1945-1946 | Division interrégionale (gr. Nord) | 2    | 10 / 14 | 20  | 26 | 8  | 4  | 14 | 40 | 49 | -9   | ?               |
| 1946-1947 | Division interrégionale            | 2    | 13 / 22 | 38  | 42 | 15 | 8  | 19 | 63 | 77 | -14  | 32e de finale   |
| 1947-1948 | Division interrégionale            | 2    | 9 / 20  | 41  | 38 | 18 | 5  | 15 | 70 | 72 | -2   | 32e de finale   |
| 1948-1949 | Division interrégionale            | 2    | 14 / 19 | 29  | 36 | 12 | 5  | 19 | 46 | 70 | -24  | 32e de finale   |
| 1949-1950 | Division interrégionale            | 2    | 9 / 18  | 33  | 34 | 13 | 7  | 14 | 55 | 54 | +1   | 32e de finale   |
| 1950-1951 | Division interrégionale            | 2    | 7 / 18  | 32  | 32 | 10 | 12 | 10 | 53 | 42 | +11  | 32e de finale   |
| 1951-1952 | Division interrégionale            | 2    | 16 / 18 | 22  | 34 | 7  | 8  | 19 | 43 | 84 | -41  | 16e de finale   |

### Championnats amateurs (1952-1970)
L'Amiens AC repart en 1952 dans la pyramide amateur et redémarre en Promotion d'Honneur de la Ligue du Nord, le troisième niveau amateur. Le club met cinq saisons à rejoindre l'élite amateur en accédant en 1957 à la Division nationale du championnat de France amateurs.
Le club dispute onze saisons de ce championnat entre 1957 et 1970 et se qualifie une fois pour la phase finale lors de la saison 1958-1959, où les Amiénois finissent quatrième.
| Saison    | Championnat                   | Div. | Clas.   | Pts | J  | V  | N  | D  | Bp | Bc | Diff | Coupe de France |
| --------- | ----------------------------- | ---- | ------- | --- | -- | -- | -- | -- | -- | -- | ---- | --------------- |
| 1952-1953 | Promotion d'Honneur (Nord)    | 3    | 6 / ?   |     |    |    |    |    |    |    |      | 4e tour         |
| 1953-1954 | Promotion d'Honneur (Nord)    | 3    | 1 / ?   |     |    |    |    |    |    |    |      | 6e tour         |
| 1954-1955 | Division d'Honneur (Nord)     | 2    | 2 / 12  | 54  | 24 | 12 | 6  | 6  | 50 | 31 | +19  | 5e tour         |
| 1955-1956 | Division d'Honneur (Nord)     | 2    | 4 / 13  | 48  | 22 | 12 | 2  | 8  | 43 | 36 | +7   | 5e tour         |
| 1956-1957 | Division d'Honneur (Nord)     | 2    | 1 / 12  | 61  | 22 | 18 | 3  | 1  | 62 | 13 | +49  | 6e tour         |
| 1957-1958 | Division nationale (gr. Nord) | 1    | 4 / 12  | 26  | 22 | 10 | 6  | 6  | 46 | 36 | +10  | 5e tour         |
| 1958-1959 | Division nationale (gr. Nord) | 1    | 1 / 12  | 32  | 22 | 14 | 4  | 4  | 44 | 34 | +10  | ?               |
| 1958-1959 | Phase finale CFA              | –    | 4 / 5   | 3   | 4  | 1  | 1  | 2  | 3  | 7  | -4   | ?               |
| 1959-1960 | Division nationale (gr. Nord) | 1    | 4 / 14  | 34  | 26 | 13 | 8  | 5  | 36 | 21 | +15  | 6e tour         |
| 1960-1961 | Division nationale (gr. Nord) | 1    | 11 / 14 | 23  | 26 | 7  | 9  | 10 | 30 | 43 | -13  | 32e de finale   |
| 1961-1962 | Division d'Honneur (Nord)     | 2    | 2 / 13  | 67  | 24 | 13 | 4  | 7  | 44 | 27 | +17  | 32e de finale   |
| 1962-1963 | Division d'Honneur (Nord)     | 2    | 1 / 12  | 69  | 22 | 15 | 2  | 5  | 34 | 15 | +29  | ?               |
| 1963-1964 | Division nationale (gr. Nord) | 1    | 9 / 13  | 25  | 24 | 10 | 5  | 9  | 31 | 23 | +8   | 6e tour         |
| 1964-1965 | Division nationale (gr. Nord) | 1    | 3 / 12  | 27  | 22 | 9  | 9  | 4  | 32 | 23 | +9   | 16e de finale   |
| 1965-1966 | Division nationale (gr. Nord) | 1    | 2 / 12  | 27  | 22 | 11 | 5  | 6  | 36 | 29 | +7   | ?               |
| 1966-1967 | Division nationale (gr. Nord) | 1    | 3 / 12  | 26  | 22 | 10 | 6  | 6  | 35 | 26 | +9   | ?               |
| 1967-1968 | Division nationale (gr. Nord) | 1    | 7 / 14  | 26  | 26 | 10 | 6  | 10 | 36 | 29 | +7   | 32e de finale   |
| 1968-1969 | Division nationale (gr. Nord) | 1    | 8 / 14  | 27  | 26 | 9  | 9  | 8  | 31 | 31 | 0    | 6e tour         |
| 1969-1970 | Division nationale (gr. Nord) | 1    | 7 / 15  | 30  | 28 | 10 | 10 | 8  | 44 | 40 | +4   | 32e de finale   |

### Pyramide unique (1970-)
Entre 1970 et 1972, une grande réforme des championnats réunit les championnats professionnels et amateurs en une pyramide unique,. Parmi les 48 clubs devant participer au deuxième niveau du championnat, 19 clubs non qualifiés grâce à leur place en championnat sont choisis par une Commission spéciale de la Fédération française de football. Grâce à son passé prestigieux, l'Amiens SC est choisi par cette Commission.
Depuis cette date, le club a exclusivement participé au deuxième niveau (Division 2 et Ligue 2) et au troisième niveaux (Division 3 et National) du championnat, à l'exception d'un court passage en Division 4 (1988-1990) et en Ligue 1 (2017-2020).
L'Amiens SC, qui participe annuellement à la Coupe de France, atteint la finale en 2001. Le club a également participé à la Coupe de la Ligue entre 1994 et 2014 puis entre 2016 et 2020.
| Saison          | Championnat           | Div. | Clas.   | Pts | J  | V  | N  | D  | Bp | Bc | Diff | Coupe de France | Coupe de la Ligue |
| --------------- | --------------------- | ---- | ------- | --- | -- | -- | -- | -- | -- | -- | ---- | --------------- | ----------------- |
| Pyramide unique |                       |      |         |     |    |    |    |    |    |    |      |                 |                   |
| 1970-1971       | National (gr. Nord)   | 2    | 10 / 16 | 28  | 30 | 9  | 10 | 11 | 39 | 50 | -11  | ?               |                   |
| 1971-1972       | National (gr. Nord)   | 2    | 11 / 16 | 26  | 30 | 10 | 6  | 14 | 34 | 56 | -22  | 32e de finale   |                   |
| 1972-1973       | Division 2 (gr. Nord) | 2    | 18 / 18 | 21  | 34 | 7  | 7  | 20 | 36 | 56 | -20  | 32e de finale   |                   |
| 1973-1974       | Division 3 (gr. Nord) | 3    | 1 / 16  | 44  | 30 | 19 | 6  | 5  | 70 | 27 | +33  | 32e de finale   |                   |
| 1974-1975       | Division 2 (gr. Nord) | 2    | 8 / 18  | 39  | 34 | 15 | 6  | 13 | 42 | 41 | +1   | 32e de finale   |                   |
| 1975-1976       | Division 2 (gr. A)    | 2    | 5 / 18  | 44  | 34 | 15 | 8  | 11 | 47 | 42 | +5   | 32e de finale   |                   |
| 1976-1977       | Division 2 (gr. B)    | 2    | 17 / 18 | 28  | 34 | 9  | 10 | 15 | 36 | 56 | -20  | 7e tour         |                   |
| 1977-1978       | Division 3 (gr. Nord) | 3    | 1 / 16  | 49  | 30 | 20 | 9  | 1  | 56 | 18 | +38  | ?               |                   |
| 1978-1979       | Division 2 (gr. B)    | 2    | 18 / 18 | 18  | 34 | 3  | 11 | 20 | 28 | 66 | -38  | 16e de finale   |                   |
| 1979-1980       | Division 3 (gr. Nord) | 3    | 6 / 16  | 34  | 30 | 14 | 6  | 10 | 40 | 35 | +5   | 6e tour         |                   |
| 1980-1981       | Division 3 (gr. Nord) | 3    | 2 / 16  | 43  | 30 | 16 | 11 | 3  | 50 | 24 | +26  | 32e de finale   |                   |
| 1981-1982       | Division 3 (gr. Nord) | 3    | 4 / 16  | 35  | 30 | 12 | 11 | 7  | 42 | 27 | +15  | ?               |                   |
| 1982-1983       | Division 3 (gr. Nord) | 3    | 3 / 16  | 37  | 30 | 15 | 7  | 8  | 37 | 21 | +16  | 7e tour         |                   |
| 1983-1984       | Division 3 (gr. Nord) | 3    | 1 / 16  | 47  | 30 | 20 | 7  | 3  | 55 | 22 | +33  | 32e de finale   |                   |
| 1984-1985       | Division 2 (gr. A)    | 2    | 17 / 18 | 20  | 34 | 6  | 8  | 20 | 23 | 51 | -28  | 32e de finale   |                   |
| 1985-1986       | Division 3 (gr. Nord) | 3    | 2 / 16  | 41  | 30 | 14 | 13 | 3  | 44 | 25 | +19  | ?               |                   |
| 1986-1987       | Division 2 (gr. A)    | 2    | 17 / 18 | 23  | 34 | 5  | 13 | 16 | 25 | 56 | -31  | ?               |                   |
| 1987-1988       | Division 3 (gr. Nord) | 3    | 14 / 16 | 24  | 30 | 5  | 14 | 11 | 24 | 29 | -5   | ?               |                   |
| 1988-1989       | Division 4 (gr. A)    | 4    | 3 / 14  | 30  | 26 | 12 | 6  | 8  | 32 | 24 | +8   | ?               |                   |
| 1989-1990       | Division 4 (gr. A)    | 4    | 2 / 14  | 35  | 26 | 14 | 7  | 5  | 52 | 25 | +27  | 8e tour         |                   |
| 1990-1991       | Division 3 (gr. Nord) | 3    | 1 / 16  | 73  | 30 | 17 | 9  | 4  | 57 | 35 | +22  | 32e de finale   |                   |
| 1991-1992       | Division 2 (gr. A)    | 2    | 16 / 18 | 24  | 32 | 6  | 12 | 14 | 26 | 43 | -17  | 8e tour         |                   |
| 1992-1993       | Division 2 (gr. B)    | 2    | 12 / 18 | 32  | 34 | 11 | 10 | 13 | 32 | 49 | -17  | 8e tour         |                   |
| 1993-1994       | National 1 (gr. A)    | 3    | 2 / 18  | 45  | 34 | 17 | 10 | 7  | 50 | 26 | +24  | 7e tour         |                   |
| 1994-1995       | Division 2            | 2    | 9 / 22  | 58  | 42 | 15 | 13 | 14 | 59 | 61 | -2   | 8e tour         | 16e de finale     |
| 1995-1996       | Division 2            | 2    | 13 / 22 | 54  | 42 | 13 | 15 | 14 | 43 | 49 | -6   | 32e de finale   | 16e de finale     |
| 1996-1997       | Division 2            | 2    | 15 / 22 | 52  | 42 | 13 | 13 | 16 | 44 | 47 | -3   | 32e de finale   | 1er tour          |
| 1997-1998       | Division 2            | 2    | 12 / 22 | 55  | 42 | 14 | 13 | 15 | 40 | 49 | -9   | 7e tour         | 1er tour          |
| 1998-1999       | Division 2            | 2    | 16 / 20 | 44  | 38 | 11 | 11 | 16 | 39 | 43 | -4   | 8e de finale    | 8e de finale      |
| 1999-2000       | Division 2            | 2    | 18 / 20 | 37  | 38 | 7  | 16 | 15 | 30 | 43 | -13  | 8e de finale    | 16e de finale     |
| 2000-2001       | National              | 3    | 2 / 20  | 75  | 38 | 22 | 9  | 7  | 63 | 29 | +34  | Finale          | Quart de finale   |
| 2001-2002       | Ligue 2               | 2    | 12 / 20 | 47  | 38 | 11 | 14 | 13 | 46 | 50 | -4   | 8e de finale    | 8e de finale      |
| 2002-2003       | Ligue 2               | 2    | 10 / 20 | 49  | 38 | 12 | 13 | 13 | 30 | 33 | -3   | 16e de finale   | 1er tour          |
| 2003-2004       | Ligue 2               | 2    | 9 / 20  | 53  | 38 | 15 | 8  | 15 | 43 | 45 | -2   | Quart de finale | 1er tour          |
| 2004-2005       | Ligue 2               | 2    | 13 / 20 | 47  | 38 | 11 | 14 | 13 | 41 | 41 | 0    | 8e tour         | 1er tour          |
| 2005-2006       | Ligue 2               | 2    | 16 / 20 | 43  | 38 | 9  | 16 | 13 | 32 | 44 | -12  | 16e de finale   | 16e de finale     |
| 2006-2007       | Ligue 2               | 2    | 4 / 20  | 69  | 38 | 21 | 6  | 11 | 57 | 42 | +15  | 16e de finale   | 16e de finale     |
| 2007-2008       | Ligue 2               | 2    | 14 / 20 | 45  | 38 | 11 | 12 | 15 | 49 | 51 | -2   | Demi-finale     | 8e de finale      |
| 2008-2009       | Ligue 2               | 2    | 18 / 20 | 43  | 38 | 9  | 16 | 13 | 35 | 40 | -5   | 8e tour         | 2e tour           |
| 2009-2010       | National              | 3    | 13 / 20 | 50  | 38 | 14 | 9  | 15 | 55 | 54 | +1   | 32e de finale   | 1er tour          |
| 2010-2011       | National              | 3    | 2 / 21  | 84  | 40 | 24 | 12 | 4  | 58 | 27 | +31  | 32e de finale   | 2e tour           |
| 2011-2012       | Ligue 2               | 2    | 20 / 20 | 26  | 38 | 4  | 14 | 20 | 29 | 57 | -28  | 7e tour         | 16e de finale     |
| 2012-2013       | National              | 3    | 9 / 20  | 54  | 38 | 14 | 12 | 12 | 48 | 38 | +10  | 6e tour         | 1er tour          |
| 2013-2014       | National              | 3    | 6 / 18  | 49  | 34 | 12 | 13 | 9  | 32 | 24 | +8   | 6e tour         | 16e de finale     |
| 2014-2015       | National              | 3    | 11 / 18 | 41  | 34 | 10 | 11 | 13 | 45 | 48 | -3   | 32e de finale   | non participant   |
| 2015-2016       | National              | 3    | 3 / 18  | 55  | 34 | 14 | 13 | 7  | 44 | 39 | +5   | 7e tour         | non participant   |
| 2016-2017       | Ligue 2               | 2    | 2 / 20  | 66  | 38 | 19 | 9  | 10 | 56 | 38 | +18  | 7e tour         | 1er tour          |
| 2017-2018       | Ligue 1               | 1    | 13 / 20 | 45  | 38 | 12 | 9  | 17 | 37 | 42 | -5   | 32e de finale   | Quart de finale   |
| 2018-2019       | Ligue 1               | 1    | 15 / 20 | 38  | 38 | 9  | 11 | 18 | 31 | 52 | -21  | 16e de finale   | 8e de finale      |
| 2019-2020       | Ligue 1               | 1    | 19 / 20 | 23  | 28 | 4  | 11 | 13 | 31 | 50 | -19  | 32e de finale   | Quart de finale   |
| 2020-2021       | Ligue 2               | 2    | 10 / 20 | 47  | 38 | 11 | 14 | 13 | 34 | 40 | -6   | 32e de finale   |                   |
| 2021-2022       | Ligue 2               | 2    | 14 / 20 | 44  | 38 | 9  | 17 | 12 | 43 | 41 | +2   | Quart de finale |                   |
| 2022-2023       | Ligue 2               | 2    | 12 / 20 | 47  | 38 | 13 | 8  | 17 | 40 | 52 | -12  | 32e de finale   |                   |
| 2023-2024       | Ligue 2               | 2    | 7 / 20  | 53  | 38 | 12 | 17 | 9  | 36 | 36 | 0    | 32e de finale   |                   |
| 2024-2025       | Ligue 2               | 2    | 11 / 18 | 43  | 34 | 13 | 4  | 17 | 38 | 50 | -12  | 32e de finale   |                   |
| 2025-2026       | Ligue 2               | 2    | ' / 18  |     |    |    |    |    |    |    |      | -               |                   |

### Autres compétitions
- Coupe Sochaux (1930-1932)

L'Amiens AC participe à la Coupe Sochaux, compétition non officielle, lors de la saison 1931-1932.
- Coupe de la Ligue (1984-1994)

Une Coupe de la Ligue estivale est mise en place de 1982 à 1994, avant la création de la nouvelle version de la Coupe de la Ligue. L'Amiens SC ne participe qu'à une seule édition, en 1992, et atteint les 16e de finale de la compétition.

## Autres équipes

### Équipe U19
Le championnat des 18 ans nationaux devient U19 à partir de la saison 2009-2010. L'équipe participe à la Coupe Gambardella.